# Пинт, Александр Оскарович
Александр Оскарович Пинт (1910—1984) ― советский педагог, доктор педагогических наук, профессор, член-корреспондент АПН РСФСР.

## Биография
Родился 3 мая 1910 года в Москве.
В 1932 году окончил Иркутский государственный педагогический институт. С 1933 года преподаёт в вузах страны. С 1944 по 1953 год работал заведующим кафедрой и проректором Тартуского университета, некоторое время работал в Таллинском педагогическом институте. 
В 1951 году успешно защитил докторскую диссертацию. В 1953 году переехал в Москву, где начинает работать заведующим кафедрой педагогики и психологии Московского государственного института культуры. Был до 1962 года председателем Совета по культурно-просветительной работе Министерства культуры СССР.
Умер 13 октября 1984 года в Москве.

## Вклад в науку
Основные его исследования посвящены вопросам истории педагогики, теории и практики воспитания в семье, образовательной и воспитательной деятельности культурно-просветительных учреждений, учебно-воспитательного процесса в коллективах художественной самодеятельности.